# Hörselskadades riksförbund
Hörselskadades Riksförbund (HRF) arbetar för att tillvarata hörselskadades intressen i Sverige. HRF:s vision är ”ett samhälle där alla hörselskadade kan leva i full delaktighet och jämlikhet. Ett samhälle där våra mänskliga rättigheter respekteras, och där vi kan förverkliga oss själva utan att hindras av okunskap, otillgänglighet eller brist på vård, stöd och hjälpmedel”.
Hörselskadades Riksförbunds engelska namn är The Swedish Association of Hard of Hearing People.

## Målgrupper
Hörselskadades Riksförbund har cirka 25 000 medlemmar (2017), men arbetar för alla landets 1,5 miljoner hörselskadade . ”Hörselskadade” är ett samlingsnamn för flera olika diagnoser, framför allt olika grader av hörselnedsättning, tinnitus, ljudöverkänslighet och/eller Ménières sjukdom. HRF är även till för anhöriga, inte minst föräldrar till hörselskadade barn.

## Organisation
Verksamheten i Hörselskadades Riksförbund bedrivs på tre nivåer: i cirka 190 föreningar, i 22 distrikt och på förbundsnivå. Föreningarna verkar lokalt, distrikten regionalt och förbundet på riksplanet. Den högsta beslutande nivån är kongressen, som samlas vart fjärde år, med ombud från föreningarna. Däremellan är förbundsstyrelsen HRF:s högsta beslutande organ. Styrelsen leder verksamheten i samråd med förbundsmötet, som samlas två gånger per år, med en representant från varje distrikt.

## Verksamhet
Hörselskadades Riksförbunds huvudsakliga verksamhet handlar om att sprida kunskap, att driva intressepolitiska frågor, att väcka opinion samt att stärka enskilda hörselskadade och deras familjer.

### Opinion och påverkan
Förbundet genomför undersökningar och samlar in statistik och fakta om bland annat hörselvård och hörselskadades situation i samhället. Utifrån denna kunskap lyfter Hörselskadades Riksförbund fram behov, brister, konsekvenser och lösningar, för att påverka beslut, lagstiftning, utredningar och samhällets prioriteringar. Förbund, distrikt och föreningar har dialog med politiker, myndigheter, företag och andra beslutsfattare – från minsta kommun till riksdagen. Intressepolitiska mål och delmål anges i HRF:s intressepolitiska program samt i ett fyraårigt handlingsprogram. De främsta områdena är tillgänglighet, hörselvård, skola och arbetsliv.

### Gemenskap och stöd
En viktig del av HRF:s verksamhet är att stärka enskilda hörselskadade och sprida kunskap om rättigheter och möjligheter. Föreningar runt om i landet erbjuder råd, stöd, gemenskap och tillfällen att utbyta erfarenheter med andra hörselskadade. Föreningarna anordnar aktiviteter, allt från föreläsningar och debatter till utflykter och teaterkvällar, under tillgängliga former.
Hörselskadades Riksförbund har också flera slutna diskussionsgrupper på Facebook, där hörselskadade och anhöriga kan utbyta tips och erfarenheter och ta stöd av varandra.

### Hörsellinjen
Sedan 2004 driver Hörselskadades Riksförbund den kostnadsfria rådgivningstjänsten Hörsellinjen. Alla som har frågor som rör hörsel och hörselskadade kan vända sig till Hörsellinjens hörselrådgivare, som ger personlig vägledning via e-post och telefon. På webbplatsen Hörsellinjen.se finns en mängd sökbara artiklar med fakta om hörselskador, hörselvård, hjälpmedel, skola, tillgänglighet med mera. Hörsellinjens dagliga kontakter med hörselskadade innebär att Hörselskadades Riksförbund får aktuell information om hörselskadades villkor runt om i landet.

### Tidskriften Auris
Hörselskadades Riksförbund ger ut tidskriften Auris, som kommer ut med åtta nummer per år, med en upplaga på cirka 25 000. Tidningen går framför allt ut till medlemmar, men har också en mindre, prenumererad upplaga.

### Insamling
Hörselskadades Riksförbunds arbete för hörselskadade finansieras till stor del genom organisationens insamlingsverksamhet. Insamlingen sker framför allt genom att gåvoförmedlare ringer upp privatpersoner runt om i landet, men också genom brevutskick, minnesgåvor, webbkampanjer med mera. HRF har så kallade 90-konton, vilket innebär att Svensk Insamlingskontroll kontrollerar att insamlingen sker på ett korrekt sätt, att pengarna går till ändamålet och att kostnaderna för insamling inte är oskäligt stora. HRF är medlem i Frivilligorganisationernas Insamlingsråd, FRII en branschorganisation som arbetar för tryggt givande.

## Historia
Den 23 februari 1921 bildades det som senare kom att heta Hörselskadades Riksförbund. Redan från början var organisationen en drivande kraft för att ge hörselskadade bättre möjligheter, genom att starta skolor för hörselskadade barn, syateljér där hörselskadade kvinnor fick jobb, kurser i avläsning, och mötesplatser där hörselskadade kunde vara delaktiga.
Organisationen har haft flera namn. Den grundades som Svenska föreningen för dövas väl, bytte 1947 namn till Hörselfrämjandet (Hf) och 1956 till Hörselfrämjandets Riksförbund (HfR). 1990 ändrades namnet till Hörselskadades Riksförbund (HRF), för att visa att det är en organisation som drivs av hörselskadade själva, för att stärka hörselskadades självkänsla och ge hörselskadade en stark röst i samhället. Idag är HRF en intressepolitisk organisation, som ställer krav på jämlikhet och delaktighet utifrån ett rättighetsperspektiv.

## Anknutna verksamheter
Hörselforskningsfonden instiftades av Hörselskadades Riksförbund 1989. Fonden delar varje år ut anslag till medicinsk, teknisk och beteendevetenskaplig forskning inom hörselområdet. Vilka projekt som tilldelas anslag beslutas av ledande forskare, tillsammans med företrädare för HRF.
Forskningsinstitutet Hörselbron AB, som ägs av Hörselskadades Riksförbund, bedriver forskning och utveckling inom teknisk audiologi och hörteknik vid Kungl. Tekniska Högskolan i Stockholm. Hörselbron ansvarar för det nationella kvalitetsregistret för hörselrehabilitering av vuxna, ett verktyg för utvärdering av hörapparatutprovningar.
HRF Hörteknik AB, som ägs av Hörselskadades Riksförbund, säljer hörhjälpmedel via webbutik och driver en liten klinik som är auktoriserad av Stockholms läns landsting för utprovning av hörapparater.

## Samarbeten med andra organisationer
I Sverige samarbetar HRF med organisationer för hörselskadade, döva och dövblinda – Unga Hörselskadade (UH), Sveriges Dövas Riksförbund (SDR), Sveriges Dövas Ungdomsförbund (SDUF), Riksförbundet Döva, Hörselskadade och Språkstörda Barn (DHB), Föreningen Sveriges Dövblinda (FSDB), Barnplantorna och Vuxendöva i Sverige (ViS).
HRF är medlem i Lika Unika – federationen mänskliga rättigheter för personer med funktionsnedsättning, tillsammans med ett antal andra handikapporganisationer.
HRF är också aktiv medlem i Nordiska Hörselskadades Samarbetskommitté (NHS), International Federation of Hard of Hearing People (IFHOH) och European Federation of Hard of Hearing People (EFHOH), som samarbetar i FN- och EU-sammanhang samt på andra internationella arenor.
Sedan 2011 samarbetar HRF med APANH, en organisation för hörselskadade barn och ungdomar i Bolivia<. Detta utvecklingsprojekt genomförs med stöd från den svenska organisationen My Right, där HRF är medlem.